# Cervélo

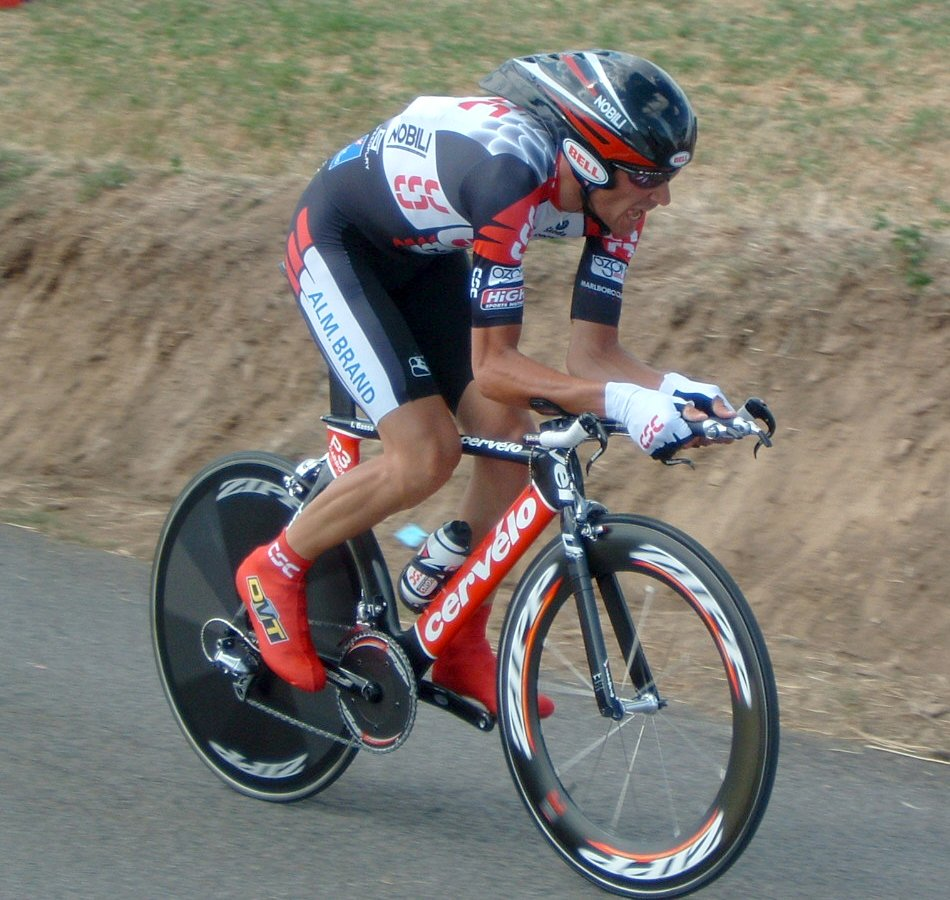
Ivan Basso su una Cervélo P3C da cronometro.

La Cervélo Cycles è un'azienda canadese nata nel 1995 a Toronto, produttrice di biciclette da corsa. Ha fornito per molti anni la squadra russa CSC, partecipante al circuito ProTour. Dal 2009 al 2010 l'azienda ha gestito una propria squadra, il Cervélo TestTeam, che poi è andato a fondersi con il Team-Garmin per creare una nuova formazione, il Team Garmin-Cervélo.
All'inizio della sua attività si dedicava esclusivamente alla produzione di bici da cronometro e triathlon, successivamente con la collaborazione con CSC è giunta allo sviluppo di bici per strada. I soci fondatori dell'azienda canadese sono Phil White e Gérard Vroomen (il cui nome è presente sui telai). Le bici vengono progettate in Canada ma la produzione dei materiali avviene in Cina. Il nome deriva dall'unione del termine italiano cervello con il termine francese vélo (bicicletta), a indicare due componenti fondamentali dello sport del ciclismo: il mezzo ma anche l'atleta.
Dal 2021 è fornitore ufficiale dalla squadra di ciclismo Team Jumbo-Visma.
Numerosi corridori celebri nel corso degli anni hanno utilizzato le bici Cervélo: tra questi Ivan Basso, Fabian Cancellara, Michele Bartoli, Tyler Hamilton, Jens Voigt, il vincitore del Tour 2008 Carlos Sastre e i fratelli Fränk e Andy Schleck.